# Navigation en Suisse au XIXe siècle

La navigation en Suisse a depuis toujours joué un rôle important dans le commerce, du fait de son rôle de moyen de transport le moins cher et le plus rapide disponible.
Dominé d’abord par les Italiens, le commerce maritime se fortifie ensuite en Espagne et au Portugal au XVIe siècle à la suite de la découverte de l'Amérique et au chemin maritime vers l'Inde. Puis, l'Angleterre et d’autres pays comme la France et les Pays-Bas s’imposèrent à leur tour. Ce déplacement du commerce vers l’ouest ne fit qu’affaiblir le transport de marchandises à travers la Suisse. De plus, le développement routier que connut la Suisse au XVIIIe siècle et ferroviaire au XIXe contribua aussi à l’affaiblissement de la navigation suisse. Au XIXe siècle, la navigation était ainsi quasi inexistante sur la plupart des cours d’eau suisses. Elle disparait par exemple du Rhin dans la seconde moitié de ce siècle à cause du développement du rail tout en se développant sur les lacs du pays.

## Transport de marchandises
Les lacs suisses ont ainsi eu une importance dans le transport de produits locaux, . Sur le lac Léman par exemple, les bateaux transportaient des marchandises comme du fromage de Fribourg, du blé vaudois, du sel méditerranéen ou encore, du poisson, des roseaux, ou des châtaignes. Du bois y était aussi transporté pour le chauffage de nombreuses manufactures et pour la construction. La navigation a donc servi au transport de matériaux (lourds) pour la construction de nouvelles habitations requises à la suite d'une importante croissance démographique. Lausanne, par exemple, comptait 15 744 habitants en 1800 et 46 732, cinquante ans plus tard. Il s'agit cependant d’un commerce régional : les ports suisses, excepté 2 ou 3 comme celui de Genève qui disposait déjà d’installations spécialisées en fonction des marchandises transportées, n’étaient donc pas très développés.

## Lien avec le tourisme
En outre, l’apparition du tourisme au XIXe siècle aida énormément au maintien de la navigation. La plupart des lignes maritimes ne restèrent qu’au service de celui-ci. C’est grâce au tourisme qu’il y eut l’apparition de nouvelles compagnies lacustres et donc un développement de bateaux.

## Développement des bateaux et apparition de plusieurs compagnies
Pour reprendre l’exemple du Léman, au XIXe siècle, le bateau le plus présent était une barque dite « latine ». Ce bateau dispose d’une ou plusieurs voiles. Sa légèreté et son hydrodynamisme en font un bateau rapide pouvant transporter de grosses charges.
L'évolution due à la révolution industrielle se fait également ressentir dans le domaine de la navigation : en 1823 l’américain Edward Church fait construire le Guillaume Tell, premier bateau à vapeur suisse. Après quelques mois de navigation sur le Léman, il vend ses parts dans l’entreprise puis va lancer d’autres bateaux à vapeur sur d’autres lacs tels que ceux de Constance, de Neuchâtel, ou de Bienne, ainsi que des lacs français, italiens, où il vendit aussi ses parts. C’est donc à ce consul passionné que l’on doit en partie la propagation de ce mode de transport en Europe. Les premiers bateaux à vapeur sont des bateaux affectés au transport humain et non de marchandises. Sur le lac Léman, le succès de Guillaume-Tell fera apparaître, tout comme dans le chemin de fer, une multitude d’autres sociétés privées comme l’entreprise du Winkelried ou la compagnie du Léman]. Tout comme dans le cas des Chemins de fer fédéraux suisses, il ne reste aujourd’hui, sur le Léman, que la compagnie générale de navigation sur le lac Léman et les mouettes genevoises.

## Conclusion
La navigation suisse au XIXe siècle est donc dans un sens, très ressemblante au chemin de fer ce qui est normal compte tenu du fait que la vapeur est apparue pour les deux en même temps. Le chemin de fer a cependant pris plus d’importance. Au XXe siècle, la navigation reprendra de l’importance grâce à son moindre coût : en 1904, grâce à une correction du lit du Rhin, elle reprendra sur ce dernier. La navigation a ainsi toujours eu un rôle à jouer en Suisse ; au XIXe siècle, même si elle est moins développée qu'à d'autres périodes, sa place n’a jamais été mise en cause.